# Базилика Емилија
Базилика Емилија (лат. Basilica Aemilia) је базилика коју је 176. п. н. е. изградио Марко Емилије Лепид, по којем је и добила име, и Марко Фулвије Нобилиор за време Римске републике. Базилика је потпуно реконструисана 34. п. н. е., те поновно поправљена након пожара 14. п. н. е. и 22. н. е. Базилика Емилија се сматрала једном од најлепших грађевина у Риму. Користила се за трговину на северној страни римског форума. На мраморном поду се и данас могу видети зелени одрази истопљених бронзаних новчића који су се отопили кад је Рим нападнут и запаљен 410. н. е.
Базилика је била је око 94 m широка и 24 m дубока. Имала је дупле паралелне ходнике који су се протезали од запада према северу од централног брода те један ходник од истока према југу са друге стране централног брода. Ред трговина је био на јужној страни окренут према римском форуму. Базилика је такође имала и двоспратни балкон.